# Banobras
La Banque nationale de travaux et services publics (en espagnol Banco Nacional de Obras y Servicios Públicos ou Banobras) est une banque publique mexicaine dédiée au développement, fondée en 1933 par le président du Mexique
Abelardo L. Rodríguez.
Elle agit au niveau subnational, c'est-à-dire auprès des États et des municipalités.
En décembre 2005, la banque avait un portefeuille de prêt de 110 milliards de pesos, soit environ 8 milliards d'euros.